# Tubalaren
Die Tubalaren (Eigenbezeichnung: Tuba, Plural: Tubalar, russ. tubalary / тубалары) sind eine indigene Ethnie im Norden der autonomen russischen Republik Altai, die den nördlichen Altaiern zugerechnet wird. Sie sprechen mit dem Tubalarischen einen Dialekt des Altaischen und siedeln in den Rajons Turotschak und Tschoja am linken Ufer des Flusses Bija sowie in der Republikhauptstadt Gorno-Altaisk. In der Volkszählung von 2002 wurden 1565 Angehörige dieser Ethnie ermittelt. Die Ergebnisse des Zensus von 2010 geben ihre Zahl mit 1965 an.
Es wird angenommen, dass der tubalarische Ethnos aus einer Mischung altturkischer, ketischer, samojedischer und möglicherweise ugrischer Stämme entstanden ist. Politisch werden sie den indigenen Völkern des russischen Nordens zugerechnet.
Ihre ursprüngliche Religion war, nach Angaben des Russischen Ethnografischen Museums, der Schamanismus, heute sind sie Anhänger des Buddhismus.
Ihre Verehrung von Bäumen steht im Konflikt mit den Holzfällern in der Region. Eine Organisation, die sich für die Ureinwohner und deren Gesundheit einsetzte, wurde in Russland als ausländischer Agent registriert. Eben wegen dieses Schamanismus wurden sie früher auch als „schwarze Tataren“ (черневые татары) bezeichnet.